# Гамфельде
Гамфельде (нім. Hamfelde) — громада в Німеччині, розташована в землі Шлезвіг-Гольштейн. Входить до складу району Герцогство Лауенбург. Складова частина об'єднання громад Шварценбек-Ланд.
Площа — 3,45 км2. Населення становить 496 ос. (станом на 31 грудня 2020).

## Галерея

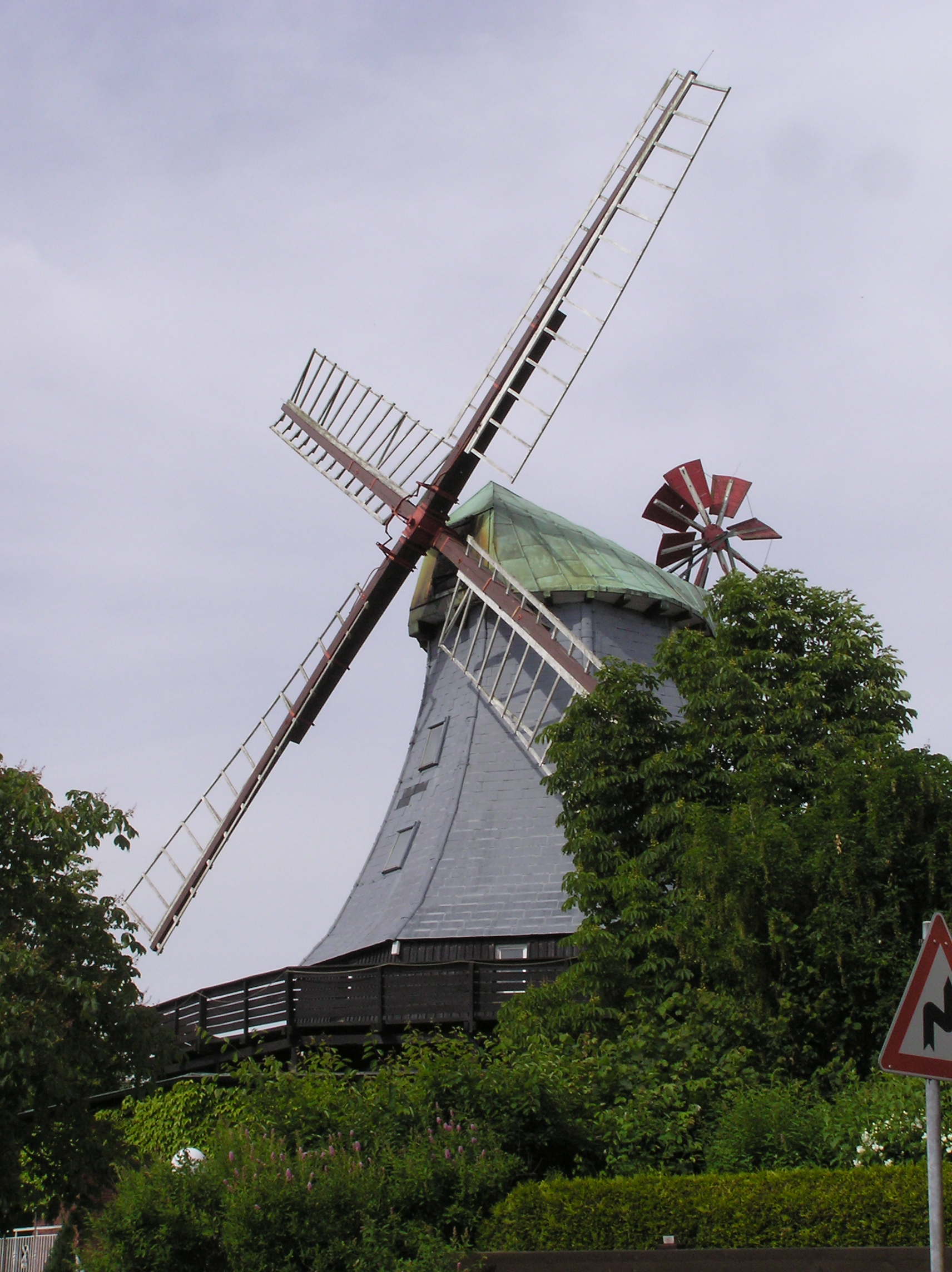